# Laminiferinae
Laminiferinae zijn een onderfamilie van Gastropoda (slakken) uit de familie van de Clausiliidae.

## Taxonomie
De volgende taxa zijn bij de onderfamilie ingedeeld:
- Geslacht Bofilliella Ehrmann, 1927
- Geslacht Neniatlanta Bourguignat, 1876
- Tribus Laminiferini Wenz, 1923
  - Geslacht Baboria Cossmann, 1898 †
  - Geslacht Laminifera O. Boettger, 1863 †
  - Geslacht Laminiplica H. Nordsieck, 1978 †
  - Geslacht Omanifera H. Nordsieck in Harzhauser et al., 2016 †
- Tribus Oospiroidesini H. Nordsieck, 2007 †
  - Geslacht Oospiroides Wenz, 1920 †
- Tribus Polloneriini H. Nordsieck, 2007 †
  - Geslacht Polloneria Sacco, 1886 †

### Synoniemen
- Palaeophaedusa Wenz, 1920 † => Laminifera O. Boettger, 1863 †
- Pyrenaica O. Boettger, 1877 => Neniatlanta Bourguignat, 1876
- Tortula Westerlund, 1878 => Neniatlanta Bourguignat, 1876